# Нус
Нус (др.-греч. νοῦς — мысль, разум, ум), или Ум, одна из основных категорий античной философии; обобщение всех смысловых, ра́зумных и мыслительных закономерностей, царящих в  космосе и в человеке.
В древнегреческой натурфилософии (VI—V вв. до н. э.) Нус тесно связан с чувственно-материальным космосом. Нус здесь — [конкретная] движущая протосила, дающая происхождение космосу со всеми его явлениями. Например, по Демокриту, Нус есть «бог в шаровидном огне»; по Эпихарму, солнце есть «всецело Нус»; по Архелаю, «бог есть воздух и Нус», и т. п. С классического периода (V—IV вв. до н. э.) Нус начинает пониматься как абстрактный движущий принцип мирового порядка. Со времени Средней Стои (стоического платонизма, II—I вв. до н. э.) Нус — уже полностью отвлеченная и самотождественная демиургическая ипостась бытия. Наибольшую ясность представление о Нусе получило у Анаксагора, Аристотеля, в стоицизме и неоплатонизме; в последнем понятие Нуса получило наивысшее, заключительное развитие. Античная теория Нуса имела огромное историко-философское значение, способствовав созданию единой концепции осмысленного и закономерного начала, противопоставленного всему случайному, хаотически текучему, эмпирическому.

## Анаксагор
Наиболее разработанную концепцию Нуса в ранний, натурфилософский период дал Анаксагор. Нус есть движущий принцип мирового порядка, организующий элементы; движущая сила, участвующая в процессе образования мира. При этом Анаксагор отмечает, что Нус организует элементы в порядок из беспорядка: «Все вещи были вместе: затем пришел ум и привел их в порядок»; «…[Ум] вдруг начав действовать, связал воедино все, находившееся ранее в беспорядке».
Анаксагорическая концепция Нуса как движущей силы космогонического процесса являет собой классический пример техноморфной модели космологии в досократической натурфилософии. В собственно-качественных характеристиках Нуса, которые находим у самого Анаксагора, понимание Нуса колеблется между взглядом на него и 1) как на только механическую причину отделения друг от друга первоначально перемешанных частиц и 2) как на разумную сознающую (и даже «знающую») целесообразно действующую силу:
«И действительно, он — тончайшая и чистейшая из всех вещей; он обладает совершенным знанием обо всем и имеет величайшую силу. И над всем, что только имеет душу, как над большим, так и над меньшим, господствует Ум. И над всеобщим вращением господствует Ум, от которого это круговое движение и получило начало. И все, что смешивалось, отделялось и разделялось, знал Ум…». «Как должно было быть в будущем, как [раньше] было, [чего ныне уже нет], и как в настоящее время есть, порядок всего этого определил Ум. Он [установил] также это круговое движение, которое совершают ныне звезды Солнце, Луна и отделяющиеся воздух и эфир. Само это вращение производит отделение [их]. Отделяется от редкого плотное, от холодного теплое, от темного светлое и от влажного сухое…».
В этом тексте Анаксагора Нус одновременно характеризуется и как сознательная, целесообразно действующая духовная сила (он обладает «совершенным знанием», определил порядок всего) и как чисто механическая сила (отделение воздуха и эфира, отделение редкого от плотного и т. д., которое производится «самим вращением»).
Анаксагор признает Нус источником красоты и обоснованности; отождествляет его с душой и утверждает, будто Нус присущ всем животным (как малым, так и большим, как благородным, так и низким и т. п.). Аристотель догадывается, что Анаксагор считает душу по сути отличной от Нуса; Нусу же Анаксагор, по Аристотелю, «приписывает оба качества: и познание и движение».
Сократ в сочинениях Анаксагора находит учение только о причинном механизме возникновения, то есть по Сократу, у Анаксагора Нус выступает только как причинная механическая сила, а не как сила ра́зумная и разу́мная, целесообразная, направляющая все вещи в мире к наилучшему совершеннейшему порядку. Сократ отмечает, что в такой своей механической функции Нус Анаксагора оказывается необходимым только там, где Анаксагору не хватает других, чисто физических средств объяснения.
Таким образом, хотя Анаксагор ввел в качестве движущей силы Нус и даже отделил этот Нус от всех материальных элементов как начало простое, обособленное от всего и беспримесное — и даже приписал своему Нусу совершенное знание обо всем — в итоге Анаксагор понимает свой «Ум» скорее как чисто механическую движущую силу, причем приобретающую первую важность тогда, когда организация порядка «другими методами» оказывается невозможной.

## Платон
Нус Платона в основном понимается как рациональная часть индивидуальной души (τό λογιστικόν), при этом в пределах этой рациональной части имеет свою особую функцию. Платон считал Нус той самой частью души, которая собственно бессмертна. В диалоге «Тимей» Нус уже определяется как демиургическое начало, сам демиург, который сообщает Универсуму рациональный порядок.

## Аристотель
Аристотель считал, что все идеи вещей образуют некое мировое целое, или мировой Нус, который есть «форма форм» и «ощущение ощущений», актуально мыслящая вечность, в которой каждая чувственная вещь имеет свою идею. Эти идеи Аристотель мыслил вечно действующими, а состоящий из них вечный и неподвижный Нус называл перводвигателем — таким образом, в учении о Нусе не Платон, а скорее Аристотель является предшественником неоплатонизма.
Мировой Ум, тончайшее и легчайшее вещество — содержащее, по Аристотелю, полное знание обо всем и обладающее абсолютной силой — приводит это вещество в движение и упорядочивает: неоднородные элементы отделяются друг от друга, а однородные соединяются; это, вероятно, первая европейская философская версия модели мира, где деятельное начало — определяющая характеристика всякой сущности.

## Александр Афродисийский
Глава Перипатетической школы I в. н. э. Александр Афродисийский, развивая перипатетическое учение в строгом соответствии с учением Аристотеля, тем не менее внес в него некоторые изменения. Наиболее известное из таких изменений затрагивает платоно-аристотелевское понимание Нуса. Александр отказывался признавать «деятельный» Нус бессмертной частью человека и отождествлять Нус деятельный с божественным. Т.о. по Александру, Нус уже приобретает «полиморфную» сущность; оставаясь изначально-запредельно единым, одним и тем же [самым], Нус не есть одно и то же [самое] как сам-по-себе и как момент причастности-к-себе в душе [человека]. Это положение Александра по сути оказалось основополагающим для позднейшего неоплатонического толкования Нуса.

## Стоики
Стоики считали Нус божественным началом или судьбой и трактовали его как огненный дух (пневма, πνεῦμα), пронизывающий собой каждую малейшую часть космоса. Однако уже у Панеция и Посидония (II—I вв. до н. э.) Нус перестает быть материальным, огненным и превращается в абстрактный мировой порядок. Этот Нус начинается как чистый и абсолютный и переходит через все ступени материального бытия к природным явлениям и человеку. Нумений, уже близко стоявший к неоплатонизму, высказывал взгляд на Нус как на демиурга. Один из учителей Плотина Аммоний Саккас (III в.) окончательно отделил Нус от всего душевного и телесного.

## Плотин
Плотин (III в.), переработав учения Анаксагора, Платона и Аристотеля, развил учение о Нусе как о вечно-самоподвижной соотнесенности бытия с самим собой. По Плотину, в иерархическом строении Бытия Нус — первое, что происходит из Единого, и соответственно отличается как от высшего Единого, так и от низшей Души. Главная характеристика Нуса у Плотина восходит к характеристике Нуса у Аристотеля — тождество субъекта и объекта; то есть Нус мыслит сам себя уже мыслящим; закономерную необходимость этого положения Плотин выводит из природы Единого.
В Нусе, по Плотину, следует различать три момента: 
1. вещество,
2. мыслимое бытие,
3. мышление.

«Вещество» Нуса — то, из чего Нус мыслит собственно мыслимое бытие. Это «вещество» идеального мира есть «вещество», вечно рождающееся от эманирующего Единого, и существует вечно, «никогда не заканчивается»; то есть есть овеществленный бесконечный креативный потенциал Единого; то для «производства» чего Единое собственно существует.
Второй после «вещества» момент Нуса есть мыслимое бытие, или «существование в чистом виде». Это — тот демиургический, субъектно-объектно-тождественный логический момент, который собственно мыслит бытие из «идеального вещества», организует беспорядочный «строительный материал» в упорядоченное бытие. При этом для собственно космо-демиургической функции Нусу как раз достаточно мыслить только себя самого; так как Нус уже не есть Единое, по отношению к Единому он «инаков» и уже не един, но множествен, космичен. То есть мысля самого себя, Нус сам по себе мыслит (творит) уже и космос.
Третий момент Ума — мышление, то есть то посредством чего Нус собственно мыслит; именно — созерцание Единого. После Единого Нус совершеннее всего, так как созерцает Единое непосредственно. Как наиболее совершенное, Нус ближе всего к Единому по степени единства; в Нусе пребывают все виды и все формы, не отделенные друг от друга пространством. Эти виды и формы отличаются от высшего единства только «инаковостью», то есть только тем, что они [уже] не есть Единое. Так как Нус — высшее совершенство после Единого, то Нусу принадлежит и высшее единство. В нем не могут происходить никакие логические действия; мышление Нуса не может протекать линейно, в форме силлогизмов. Как чистая мысль, Нус может созерцать/творить только истинное. Он не подвержен никаким ошибкам, и о нем нельзя заключать по аналогии с нашим человеческим умом.
Соответственно, по Плотину, вместе с бытием в Нусе появляется возможность категорий. Как сущее, Нус подлежит всем категориям. Он подлежит категории движения, так как Нус есть мышление, и подлежит категории покоя, так как его мышление утверждается в понятиях, которые всегда остаются неизменными. Нус есть иное, так как в нем имеется многое, и он есть тождество, так как во всем своем содержании он остается тем же самым. Поскольку в Уме заключаются все эти категории, к Уму применима категория количества. Поскольку же в Уме различаются его идеи, Ум подлежит категории качества, и т. п.
Определяясь первоединым, Нус производит множество идей. Следовательно, все категории Нуса приложимы также и к идеям (то есть сущность идей та же самая, что и сущность Нуса).
Нус таким образом определяется как сила, составляющая основу идей, а идеи — как энергия (или как возможность и действительность). Вместе с тем Нус определяется как целое, а идеи — как части целого, и отношение между Нусом и идеями разъясняется как отношение между родом и видами рода. Таким образом, если у Платона идеи рассматриваются как первообразы вещей чувственного мира, его «сознательные образцы», у Плотина идеи и Нус — скорее действующая причина существования по отношению ко всему остальному.
Ученики и последователи Плотина старались дифференцировать и уточнить субъектно-объектные отношения внутри самого Нуса. Триадическое расчленение Нуса дал Прокл (V в. н. э.): мыслимое сущее, или прообраз; мыслящие идеи; синтез того и другого, понимаемый как жизнь.

## Августин Блаженный
Схемы Плотина при моделировании самопознания гипостазированного Нуса Августин приспосабливал и к исследованию познающего себя индивидуального ума (mens), то есть разумной человеческой души. Поскольку ум всегда присущ самому себе и неделим, он «знает» себя весь целиком, а не одной своей частью — другую. Познавая себя помнящим, понимающим, желающим, ум постигает не что-то внешнее по отношению к себе, а собственную сущность, проявляющуюся в способностях и актах памяти, понимания и воли. Присущность ума самому себе, то есть его субстанциальная самотождественность, выявляется в акте самопознания, «гарантией достоверности» которого выступает тождество познаваемого и познающего.
Несмотря на известное сходство августиновской и плотиновской ноологии, учение Августина о самопознании «переориентировано в человеческом направлении». Стараясь избежать характерной для неоплатонического спиритуализма недооценки или даже дискредитации телесной природы человека, Августин полностью принимал в расчет «права» эмпирического ego человека. Такое ego противодействует возвышенным духовным запросам; отсюда своим учением Августин также утверждает необходимость целенаправленного и кропотливого отвлечения ума от чувственных образов внешних вещей, то есть от «иного», с которым ум «определенным образом сросся». Такие требования-утверждения нарушали «абстрактную чистоту» учения Плотина, вносили в августиновскую ноологию элемент психологизма, которые Плотин из своего учения о самопознании субстанциального Нуса по мере возможности изгонял.